# کوداهی (ویسکانسین)
کوداهی، ویسکانسین  (به انگلیسی: Cudahy) شهری در شهرستان میلواکی ایالت ویسکانسین است که در سال ۱۹۰۶ بنیان‌گذاری شده‌است. این شهر طبق سرشماری سال ۲۰۱۰ میلادی ۱۸٬۲۶۷ نفر جمعیت داشته‌است.